# André Collot d'Escury
Karel Jan André Collot d'Escury (Kloosterzande, 12 juli 1933 - Terneuzen, 17 juni 2008) was een Nederlands bestuurder.

## Biografie
Collot, lid van de familie Collot d'Escury was onder andere dijkgraaf van waterschap het Hulster Ambacht, rentmeester van een kroondomein en bestuurder in tal van waterschapsorganisaties.
In zijn geboortestreek, het Zeeuws-Vlaamse Land van Hulst, vervulde hij verschillende andere functies, van beschermheer van de Koninklijke Harmonie Sint Cecilia tot afdelingsvoorzitter van de Koninklijke Nederlandse Jagersvereniging. Hij was een jachtvriend van koning Willem-Alexander. Hij was net als zijn vader rentmeester van het Kroondomein Hulst, later Hulst-Middelburg-Goes. Collots grootvader en overgrootvader waren burgemeester van Hontenisse waarvan Kloosterzande deel uitmaakte. 
In 1995 werd hij omwille van zijn maatschappelijke inzet onderscheiden als Officier in de Orde van Oranje-Nassau.
Collot trouwde in 1961 met jkvr. Caroline N.F.A. van der Wyck, telg uit het geslacht Van der Wyck en geboren op Huis Archem, met wie hij vier kinderen kreeg. Tijo Collot d'Escury is een oomzegger van hem.